# El Hotel Furchester
El Hotel Furchester es una serie de programas infantiles emitidos por la cadena de TVE Clan, desde el 25 de abril de 2016. Está basado en el popular programa de Jim Henson Plaza Sésamo.

## El Hotel Furchester
'El Hotel Furchester' está dirigido por una peculiar familia integrada por Funella, la madre, encargada de dar la bienvenida a los huéspedes y de que éstos disfruten de una estancia maravillosa; Furgus, su marido, un tipo entusiasta que se ocupara de casi todo en el hotel y tratará de que todos sean felices; y su alocada hija Phoebe que, con siete años, se encarga del hotel mientras sus padres están ocupados. El simpático Elmo es el primo pequeño de Phoebe que está de visita en el hotel de sus tíos. Acompaña a los huéspedes en el ascensor, coge los teléfonos y hace amigos. El espectador verá la vida en el hotel a través de sus optimistas ojos. Y por último, el gran Triki, que acaba de aterrizar en el trabajo de sus sueños, como camarero en el comedor del hotel. Los invitados se preguntan por qué sus platos nunca llegan a la mesa… Todo el mundo recibirá un excelente trato, y sobre todo, disfrutará de una gran estancia en ‘El Hotel Furchester’.

## Lista de episodios y sus fechas de emisión
| Temporada | Temporada | Episodios | Estreno                                                                                | Final                                    | Audiencia    | Audiencia | Audiencia |
| Temporada | Temporada | Episodios | Estreno                                                                                | Final                                    | Espectadores | Cuota     |           |
| --------- | --------- | --------- | -------------------------------------------------------------------------------------- | ---------------------------------------- | ------------ | --------- | --------- |
| Total     | Total     | 103       | 2014                                                                                   | —                                        | —            | —         |           |
|           | 1         | 52        | 26 de septiembre de 2014 (doblaje original) . 25 de abril de 2016 (español castellano) | 26 de marzo de 2016 (doblaje original)   |              |           |           |
|           | 2         | 51        | 31 de octubre de 2016 (doblaje original)                                               | 28 de octubre de 2017 (doblaje original) |              |           |           |

## Antecedentes en la programación infantil de TVE
- De 1966 a 1976: Los Chiripitifláuticos
- Entre 1971 a 1974: La casa del reloj.
- A partir de 1972 y 1983 Los payasos de la tele, (un programa que iba y venía intermitentemente en la programación).
- Paralelamente, desde 1974: Un globo, dos globos, tres globos donde se incluían los dibujos de Hanna-Barbera.
- En 1975: La Guagua.
- En 1976, TVE introdujo el programa estadounidense Sesame Street, con el título Ábrete Sésamo, dentro de la programación de Un globo, dos globos, tres globos. Pero este primer ensayo fracasó.[2]
- En 1996, TVE volvió a emitir Barrio Sésamo
- En 1999, TVE apostó por recuperar el espíritu de Los payasos de la tele con un nuevo programa llamado Trilocos